# Austromyrtus lotoides
Austromyrtus lotoides là một loài thực vật thuộc họ Myrtaceae. Đây là loài đặc hữu của New Caledonia.